# Il vampiro di Blackwood
Il vampiro di Blackwood (titolo originale Blackwood Farm) è un romanzo della scrittrice statunitense Anne Rice, pubblicato il 29 ottobre del 2003; ed in Italia per la prima volta il 16 giugno del 2007 presso Longanesi.

## Trama
Tarquin Blackwood è un vampiro ventenne che ha sempre vissuto affiancato da uno spirito, Goblin. Quando gli viene dato il Dono Tenebroso da Petronia, Goblin comincia a nutrirsi del suo sangue, così temendo che potesse diventare troppo pericoloso e che tale dieta potesse generare una nuova generazione di vampiri, chiede aiuto a Lestat. Quinn gli racconta tutta la sua vita, da quando ha conosciuto Goblin a quando è morta Lynelle, la sua amata maestra. Da quando conosce Mona Mayfair, il suo grande amore, a quando seduce Jasmine. Da quando scopre di avere un figlio a quando cominciano a morire i suoi familiari, lasciandogli tutto, diventando ultimo erede dei Blackwood.
Lestat chiede aiuto a Merrick Mayfair, diventata vampiro grazie a Louis de Pointe du Lac.
Merrick riesce ad esorcizzare Goblin (anche se il gesto le costa la vita), prima però scoprendo un segreto di cui era all'oscuro anche Quinn.
Il libro si conclude con l'unione di Quinn e Mona per l'eternità.

## Edizioni
- Anne Rice, Il vampiro di Blackwood, traduzione di Sara Caraffini, collana La Gaja scienza, Longanesi, 2007,  p. 626, ISBN 88-304-2459-5.
- Anne Rice, Il vampiro di Blackwood, traduzione di Sara Caraffini, 1ª edizione tascabile, TEADUE n° 1692, 2009,  p. 630, ISBN 978-88-502-1839-4.